# Giuseppe Garibaldi (1936)
Giuseppe Garibaldi var en italiensk kryssare som sjösattes 1936. Giuseppe Garibaldi tillhörde Duca degli Abruzzi-klassen som var den sista och modernaste varianten av Condottieri-klassen. Hon tjänstgjorde i Italiens flotta under andra världskriget. År 1953 lades hon i malpåse för att 1957–1961 byggas om till Italiens första robotkryssare.

## Konstruktion
Condottieri-klassen byggdes för att skydda italienska flottan mot jagaranfall, framför allt mot de franska jagarna i Le Fantasque-klassen. Kravet var därför att de skulle vara lika snabba som jagare, men tyngre beväpnade. De första sex fartygen i klassen byggdes därför med endast lätt bepansring, medan de följande fyra fartygen kunde tack vare effektivare maskineri förses med bättre pansar och ändå hålla samma fart. De sista två fartygen, Giuseppe Garibaldi och Duca degli Abruzzi offrade några knops fart för ännu bättre bepansring och ytterligare två 152 mm kanoner (A-tornet och Y-tornet byttes från dubbeltorn till trippeltorn).

## Historia

### Andra världskriget
Hennes huvuduppgift under kriget var att eskortera konvojer mellan Italien och Libyen samt att jaga brittiska konvojer till Malta. Giuseppe Garibaldi deltog tillsammans med sitt systerfartyg Duca degli Abruzzi i slaget vid Kalabrien 9 juni 1940. Båda fartygen anfölls av torpedbärande Swordfish-flygplan från hangarfartyget HMS Eagle och utväxlade därefter eld med brittiska kryssare varvid hon träffade HMS Neptune som skadades. Den 11 november 1940 klarade hon sig oskadd vid det brittiska anfallet mot Taranto. Den 27 mars 1941 var hon närvarande vid slaget vid Kap Matapan, men deltog inte i striden. Den 28 juli samma år träffades hon av en torped från den brittiska ubåten HMS Upholder och skadades. Hon lyckades återvända till Taranto trots att hon tagit in 700 ton vatten. Efter Italiens kapitulation i september 1943 lämnade hon Medelhavet och patrullerade Atlanten på jakt efter tyska hjälpkryssare.

### Avrustning och modernisering

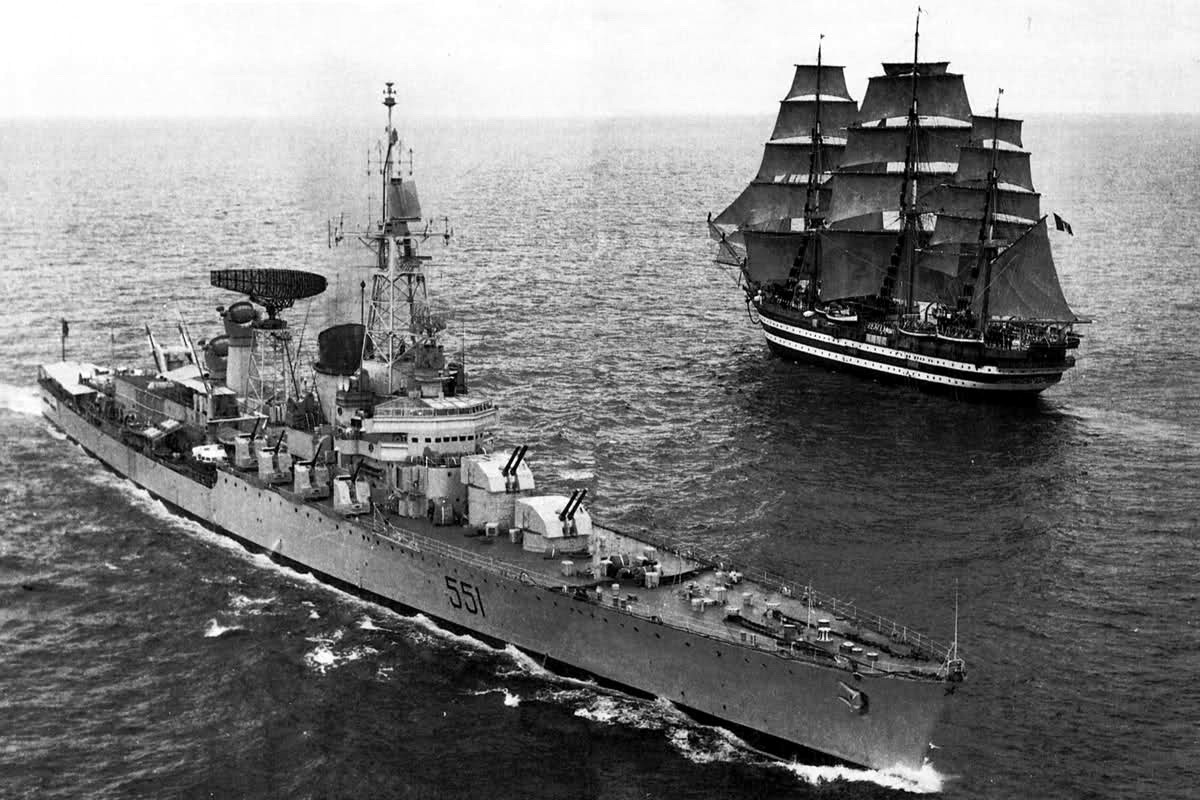
Den ombyggda Giuseppe Garibaldi passerar fullriggaren Amerigo Vespucci utanför Neapel, 1968.

Efter krigsslutet togs hennes ubåtsjaktvapen och torpedtuber bort och hon försågs med radar. Hon användes som utbildningsfartyg fram till 1953 då hon lades i malpåse. Hon skulle ha skrotats 1956, men i stället beslutades att hon skulle konverteras till robotkryssare enligt amerikansk förebild. Moderniseringen påbörjades 1957 och innebar att de förliga tornen med 152 mm kanoner ersattes med mindre torn med snabbskjutande 135 mm kanoner. Sekundärbestyckningen om åtta 100 mm kanoner byttes också ut mot 76 mm automatkanoner. Två av de åtta ångpannorna togs bort vilket minskade maxfarten till 30 knop. Den aktre skorstenen togs också bort eftersom de sex kvarvarande pannorna kunde anslutas till den förliga skorstenen. Även de aktre 152 mm tornen togs bort; X-tornet ersattes av en dubellarmad Terrier-lavett med ett magasin om 40 robotar medan Y-tornet ersattes av fyra avfyringstuber för Polaris-robotar. De kärnvapenbestyckade ballistiska Polaris-robotarna skulle ha blivit Italiens bidrag till NATO Multilateral Force, men till följd av Kubakrisen så kunde USA inte sälja några kärnvapenrobotar till Italien. I stället började Italien att utveckla en kopia av Polaris kallad Alfa, men det projektet lades ner när Italien skrev på Icke-spridningsavtalet 1968. Även kryssarna Andrea Doria, Caio Duilio och Vittorio Veneto skulle ha bestyckats med Polaris- eller Alfa-robotar, men deras avfyringstuber monterades aldrig utan lades i malpåse i La Spezia.